# Lepší sever
LEPŠÍ SEVER (zkratka LS) je české politické hnutí oficiálně zaregistrované 25. května 2022. Hnutí LS působí v Ústeckém kraji.

## Vedení hnutí
Předsedou hnutí je od června 2022 Martin Havelka.

## Účast ve volbách

### Volby do zastupitelstev obcí

#### Rok 2022
Ve volbách do zastupitelstev obcí v roce 2022 hnutí získalo celkem 8 mandátů.

### Volby do zastupitelstev krajů

#### Rok 2024
Ve volbách do zastupitelstev krajů v roce 2024 hnutí LS samostatně kandidovalo do Zastupitelstva Ústeckého kraje. Lídrem kandidátky byl senátor Jan Paparega.

### Volby do Senátu PČR

#### Rok 2024
Ve volbách do Senátu PČR v roce 2024 byl kandidátem hnutí LS v obvodu č. 5 – Chomutov starosta obce Spořice Roman Brand.

## Volební výsledky

### Zastupitelstva obcí
| Volby | Mandáty | Mandáty |
| Volby | Zvoleno | ±       |
| ----- | ------- | ------- |
| 2022  | 8/61780 | ▲8      |

### Zastupitelstva krajů
| Volby | Kraj         | Kandidátní listina | Hlasy         | Hlasy         | Mandáty       | Mandáty       |
| Volby | Kraj         | Kandidátní listina | Celkem        | %             | Mandáty       | Mandáty       |
| Volby | Kraj         | Kandidátní listina | Celkem        | %             | Zvoleno       | ±             |
| ----- | ------------ | ------------------ | ------------- | ------------- | ------------- | ------------- |
| 2024  | Ústecký kraj | LEPŠÍ SEVER        | bude oznámeno | bude oznámeno | bude oznámeno | bude oznámeno |

### Senát PČR
| Volby | Senátní obvod   | Kandidát    | Volební strana | Navrhující strana | Politická příslušnost | První kolo    | První kolo    | Druhé kolo    | Druhé kolo    |
| Volby | Senátní obvod   | Kandidát    | Volební strana | Navrhující strana | Politická příslušnost | Hlasy         | Hlasy         | Hlasy         | Hlasy         |
| Volby | Senátní obvod   | Kandidát    | Volební strana | Navrhující strana | Politická příslušnost | Celkem        | %             | Celkem        | %             |
| ----- | --------------- | ----------- | -------------- | ----------------- | --------------------- | ------------- | ------------- | ------------- | ------------- |
| 2024  | č. 5 – Chomutov | Roman Brand | LS             | LS                | BEZPP                 | bude oznámeno | bude oznámeno | bude oznámeno | bude oznámeno |